# جان كلود بيتي
جان كلود بيتي (بالفرنسية: Jean-Claude Petit)‏ هو موزع وملحن فرنسي، ولد في 14 نوفمبر 1943 في Vaires-sur-Marne ‏ في فرنسا.

## وصلات خارجية
- جان كلود بيتي على موقع IMDb (الإنجليزية)
- جان كلود بيتي على موقع ألو سيني (الفرنسية)
- جان كلود بيتي على موقع ميوزك برينز (الإنجليزية)
- جان كلود بيتي على موقع قاعدة بيانات الأفلام السويدية (السويدية)
- جان كلود بيتي على موقع أول ميوزيك (الإنجليزية)
- جان كلود بيتي على موقع ديسكوغز (الإنجليزية)
- جان كلود بيتي على موقع قاعدة بيانات الفيلم (الإنجليزية)